# Ambasada Islandii w Berlinie
Ambasada Islandii w Berlinie, Ambasada Republiki Islandii (Botschaft von Island in Berlin, Sendiráð Íslands í Berlín) – misja dyplomatyczna Republiki Islandii w Republice Federalnej Niemiec.
Ambasador Republiki Islandii w Berlinie oprócz Republiki Federalnej Niemiec akredytowany jest również w Republice Chorwacji, Czarnogórze i Republice Serbii. Do 30 listopada 2022 także w Rzeczypospolitej Polskiej.

## Historia
Poselstwo a następnie ambasada Islandii w Niemczech zostało powołane w 1952 z siedzibą w Hamburgu, w 1955 przeniesiono ją do Bonn, a następnie po zjednoczeniu Niemiec w 1999, do Berlina.